# Karl af Ekström
Karl Adolf Johan Patrik af Ekström, född 27 augusti 1850 på Drottningholm i Lovö socken, Stockholms län, död 1 april 1925 i Brännkyrka församling, Stockholm, var en svensk bergsingenjör och disponent. Han var bror till Fredrik af Ekström och far till Marika af Ekström.
Karl af Ekström, som var son till bruksägare J. C. af Ekström och Wilhelmina Reuterswärd, studerade vid Teknologiska institutet 1872–1875. Han var kassör och verkmästare vid Älvkarleö bruk och sågverk 1875–1877, stipendiat på Jernkontorets metallurgiska stat 1877–1878, bruksingenjör vid Älvsbacka i Värmland 1878–1880, bruksförvaltare vid Niklasdamms bruk i Varnum 1880–1882, delägare och disponent där 1882–1886, blev disponent för Forshaga AB 1886, för Forshaga Sulfit AB 1893, Forshaga Linoleums AB 1899 samt för Brattfors AB 1906. 
Karl af Ekström var ordförande i Svenska cellulosaföreningen 1898–1912, i Källskärs Sågverks AB i Sandarne, i Karlstads Glasbruks AB, i AB Kliché, i älvstyrelsen på Klarälven, i AB Tekniska fabriken Guld, i AB Snabbstål, i AB Svensk Tvättmedelsindustri och i AB Familjetvätt 1890–1924. Han var ordförande i Grava kommunalstämma 1899–1905 och ledamot av Värmlands läns landsting. Han var medlem av lasarettsdirektionen i Karlstad, av taxeringsmyndigheten, kommunalnämnden, kyrko- och skolrådet samt i styrelsen för Kristinehamns enskilda bank 1903–1907 och arrendator av Cathrinebergs säteri 1885–1901.
Karl af Ekström är begravd på Lovö kyrkogård.